# Cantó de Fornèls

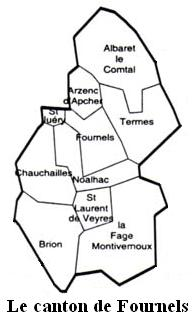
Mapa del cantó de Fornèls

El cantó de Fornèls és un cantó francès del departament del Losera, a la regió d'Occitània. Està enquadrat al districte de Mende, té deu municipis i el cap cantonal és Fornèls.

## Municipis
- Aubaret lo Comtal
- Arzenc dels Achièrs
- Briòn
- Chauchalhas
- La Faja
- Fornèls
- Noalhac
- Sent Juèri
- Sent Laurenç de Vèires
- Tèrmes